# Hovik Abrahamyan
Hovik Argami Abrahamyán más conocido como Hovik Abrahamyán (en armenio: Հովիկ Աբրահամյան; Mkhchyan, Armenia, 24 de enero de 1958) es un político y economista armenio. Miembro del Partido Republicano de Armenia (HHK). Desde el 13 de abril de 2014 hasta el 13 de septiembre de 2016 fue primer ministro de Armenia.

## Biografía
Nació en el poblado armenia de Mkhchyán durante la Unión Soviética en el año 1958. Se graduó en Economía en el Instituto de Economía Nacional de la ciudad de Ereván. En el año 1990 tras finalizar sus estudios superiores, sirvió como militar durante un año de las fuerzas armadas soviéticas conocidas como el Ejército Rojo de Obreros y Campesinos (RKKA). Seguidamente en 1991 al acabar su servicio militar, comenzó a trabajar en el sector privado, en la empresa de bebidas alcohólicas encargada de fabricar vino y brandy, donde se ocupaba de la administración y desde 1995 a 1999 fue su director.
A su vez, tras la disolución de la URSS y la llegada de la Independencia de Armenia en 1991, entró en política ingresando en el Partido Republicano de Armenia.
En 1995 tras la restauración de la Asamblea Nacional de Armenia, fue elegido como diputado por el partido republicano durante la primera convocatoria. Al año siguiente se convirtió en alcalde de la ciudad de Artashat hasta 1998 que pasó a ser gobernador de la Provincia de Ararat.
De 2000 a 2008 fue ministro de Administración Territorial, dirigido por el primer ministro Andranik Markarián y el presidente Serzh Sargsián estando dotado de funciones de ministro coordinador y además desde 2005 fue miembro del Consejo de Seguridad Nacional de la República de Armenia.
En agosto de 2008 renovó su escaño y en el mes de septiembre fue elegido presidente de la Asamblea Nacional.
Dimitió de este cargo en noviembre de 2011, pero un año más tarde lo volvió a ocupar.
Se opuso proyecto de ley de declaración de activos de su predecesor que habría requerido políticos armenios y altos funcionarios públicos declaren sus participaciones empresariales y los intereses comerciales.

## Primer ministro
El día 13 de abril de 2014 dejó su cargo de presidente de la asamblea, tras ser designado como nuevo y hoy en día actual XIV Primer ministro de Armenia.
Como nuevo primer ministro sustituye a Tigran Sargsián, que renunció oficialmente por razones desconocidas.
El presidente del país Serzh Sargsián lo eligió para ocupar este puesto, tras afirmar públicamente que es un político muy eficaz.
Cabe destacar que fue felicitado de inmediato por el primer ministro ruso Dmitri Medvédev.

## Condecoraciones
| Distinción                            |
| ------------------------------------- |
| Medalla por sus servicios a la Patria |
| Medalla de Anania Shirakatsi          |
| Medalla "Mariscal Bagramián"          |